# Saint-Aubin-de-Blaye

Saint-Aubin-de-Blaye este o comună în departamentul Gironde din sud-vestul Franței. În 2009 avea o populație de 774 de locuitori.

## Evoluția populației
| An        | 1975 | 1982 | 1990 | 1999 | 2006 | 2009 |
| --------- | ---- | ---- | ---- | ---- | ---- | ---- |
| Populație | 561  | 605  | 630  | 687  | 733  | 774  |